# Ákos Kecskés
Ákos Kecskés, född 4 januari 1996, är en ungersk fotbollsspelare som spelar för rumänska Sepsi OSK.

## Klubbkarriär

### Tidig karriär
Kecskés spelade som ung för Tisza Volán och gick som 14-åring till Atalanta.

### Újpest
I augusti 2015 lånades han ut till ungerska Újpest. Under det första halvåret spelade Kecskés främst för klubbens reservlag. Kecskés debuterade i Nemzeti Bajnokság I den 12 december 2015 i en 1–0-vinst över Ferencváros, där han blev inbytt på övertid. Kecskés spelade totalt nio ligamatcher och fem matcher i Ungerska cupen under säsongen 2015/2016.
I juni 2016 förlängdes låneavtalet över ytterligare en säsong. Kecskés spelade 22 ligamatcher och fyra cupmatcher under äsongen 2016/2017.

### Polen
I juli 2017 lånades Kecskés ut till polska Termalica Nieciecza. Han spelade 12 ligamatcher i Ekstraklasa och en match i Polska cupen under höstsäsongen.
I februari 2018 lånades Kecskés istället ut till ligakonkurrenten Korona Kielce. Han spelade fyra ligamatcher och en cupmatch under vårsäsongen.

### Lugano
I juli 2018 värvades Kecskés av schweiziska FC Lugano, där han skrev på ett tvåårskontrakt med option på ytterligare ett år. I augusti 2018 råkade han ut för en allvarlig knäskada och blev borta från spel i flera månader. Kecskés debuterade i Schweiziska superligan den 16 februari 2019 i en 3–0-vinst över FC Luzern. Han spelade sju ligamatcher och en match i Schweiziska cupen under säsongen 2018/2019.
Säsongen 2019/2020 spelade Kecskés 26 ligamatcher och gjorde två mål samt en cupmatch. Han spelade även två Europa League-matcher mot danska FC Köpenhamn i gruppspelet av Europa League 2019/2020. Följande säsong spelade Kecskés 29 ligamatcher och två cupmatcher.

### Nizjnij Novgorod
Den 29 juli 2021 värvades Kecskés av ryska Nizjnij Novgorod, där han skrev på ett tvåårskontrakt. Kecskés debuterade i Premjer-Liga den 14 augusti 2021 i en 2–1-förlust mot Ufa, där han även gjorde ett mål.

### LASK Linz
Den 4 augusti 2022 värvades Kecskés av österrikiska LASK Linz, där han skrev på ett fyraårskontrakt.

### Sepsi OSK
Den 2 september 2023 värvades Kecskés av rumänska Sepsi OSK, där han skrev på ett treårskontrakt.

## Landslagskarriär
Kecskés debuterade för Ungerns landslag den 15 november 2020 i en 1–1-match mot Serbien i Nations League. I juni 2021 blev Kecskés uttagen i Ungerns trupp till EM i fotboll 2020.